# Audincourt
Audincourt é uma comuna francesa na região administrativa de Borgonha-Franco-Condado, no departamento de Doubs. Estende-se por uma área de 8,76 km². Em 2010 a comuna tinha 13 538 habitantes (densidade: 1 545,4 hab./km²).